# Шлаппнер, Клаус
Клаус Шлаппнер нем. Klaus Schlappner; 22 мая 1940, Лампертхайм) — немецкий футбольный тренер.

## Биография
В качестве футболиста выступал на любительском и региональном уровне. После окончания карьеры Шлаппнер пошел учиться на тренера. В 1976 году он окончил необходимый сертификат в Кельне. В первые годы работы специалист входил в штаб клуба «Дармштадт 98», а затем он несколько лет самостоятельно возглавлял «Вальдхоф» (Мангейм), который он вывел в Бундеслигу. Затем он вернулся в «Дармштадт 98», где уже самостоятельно руководил командой. В 1991 году под его руководством «Карл Цейсс» дебютировала в чемпионате объединенной Германии, заняв пятое место во Второй Бундеслиге.
В 1992 году немецкий наставник возглавил сборную Китая и привел ее к бронзе на Кубке Азии в Японии. На волне успеха Шлаппнер выпустил для китайцев под собственной маркой. Оно изготавливалось на одном из немецких заводов. Однако из-за отказа платить таможенные пошлины пиво до конца срока годности пролежало у китайских таможенников. Пост главного тренера национальной команды покинул после ее непопадания на ЧМ-1994. После недолгого возвращения в «Вальдхов», Шлаппнер вновь перебрался в Азию. В 2006 году являлся советником президента Монгольской футбольной федерации.

## Достижения
- Бронзовый призер Кубка Азии (1): 1992.
- Победитель Второй Бундеслиги (1): 1982/83.
- Победитель Первой лиги Китая (1): 1996.

## Семья
Сын Фолькер (род. 1964) также являлся футболистом и был в составах «Дармштадта 98» и «Вальдхофа».